# Zabriskie Point (ścieżka dźwiękowa)
Zabriskie Point – ścieżka dźwiękowa do filmu Michelangela Antonioniego – Zabriskie Point.

## Charakterystyka albumu
Początkowo zespół Pink Floyd miał nagrać całą ścieżkę dźwiękową do filmu Zabriskie Point, ale współpraca zespołu z  reżyserem nie okazała się łatwa. Pomimo że zespół zarejestrował kilkanaście utworów, to tylko trzy z nich ukazały się na płycie – "Heart Beat, Pig Meat", "Crumbling Land" oraz "Come In Number 51, Your Time Is Up". Druga kompozycja Pink Floyd na tym albumie to na nowo nagrany utwór "Careful With That Axe, Eugene" ze zmienionym tytułem. Pierwsza edycja płyty wyszła w 1970 roku. W 1997 postanowiono wydać drugą edycję albumu, poszerzoną o cztery piosenki Pink Floyd oraz cztery utwory Jerry’ego Garcii.

## Lista utworów

### Edycja z 1970
1. Pink Floyd – "Heart Beat, Pig Meat" (David Gilmour/Nick Mason/Roger Waters/Richard Wright) – 3:11
2. Kaleidoscope – "Brother Mary" (David Lindley) – 2:39
3. Grateful Dead – "Dark Star" (excerpt) (Jerry Garcia/Mickey Hart/Robert Hunter/Bill Kreutzmann/Phil Lesh/Ron "Pigpen" McKernan/Bob Weir) – 2:30
4. Pink Floyd – "Crumbling Land" (David Gilmour/Nick Mason/Roger Waters/Richard Wright) – 4:13
5. Patti Page – "Tennessee Waltz" (Pee Wee King/Redd Stewart) – 3:01
6. The Youngbloods – "Sugar Babe" (Jesse Colin Young) – 2:12
7. Jerry Garcia – "Love Scene" (Jerry Garcia) – 7:02
8. Roscoe Holcomb – "I Wish I Was a Single Girl Again" (Roscoe Holcomb/Traditional) – 1:54
9. Kaleidoscope – "Mickey’s Tune" (David Lindley) – 1:40
10. John Fahey – "Dance of Death" (John Fahey) – 2:42
11. Pink Floyd – "Come in #51, Your Time Is Up" (David Gilmour/Nick Mason/Roger Waters/Richard Wright) – 5:01

### Dodatkowe utwory z 1997
1. Jerry Garcia – "Love Scene Improvations" (Version 1) (Jerry Garcia) – 6:18
2. Jerry Garcia – "Love Scene Improvations" (Version 2) (Jerry Garcia) – 8:00
3. Jerry Garcia – "Love Scene Improvations" (Version 3) (Jerry Garcia) – 7:52
4. Jerry Garcia – "Love Scene Improvations" (Version 4) (Jerry Garcia) – 8:04
5. Pink Floyd – "Country Song" (David Gilmour/Nick Mason/Roger Waters/Rick Wright) – 4:37
6. Pink Floyd – "Unknown Song" (David Gilmour/Nick Mason/Roger Waters/Rick Wright) – 6:01
7. Pink Floyd – "Love Scene" (Version 6) (David Gilmour/Nick Mason/Roger Waters/Rick Wright) – 7:26
8. Pink Floyd – "Love Scene" (Version 4) (David Gilmour/Nick Mason/Roger Waters/Rick Wright) – 6:45

## Twórcy
- David Gilmour – śpiew, gitara
- Roger Waters – śpiew, gitara basowa
- Richard Wright – instrumenty klawiszowe, śpiew
- Nick Mason – perkusja